# فرویو، شهرستان گرت، مریلند
فرویو (به انگلیسی: Fairview) یک منطقهٔ مسکونی در ایالات متحده آمریکا است که در شهرستان گرت، مریلند واقع شده‌است. فرویو ۷۹۸٫۵۹ متر بالاتر از سطح دریا واقع شده‌است.